# Like a Baby
"Like a Baby" é uma canção escrita por Jesse Stone. Foi gravada por Vikki Nelson como single da Vik Records em 1957. Também foi gravada por Elvis Presley para seu álbum de 1960  Elvis Is Back!. James Brown e os The Famous Flames gravaram a canção e a lançaram como single em 1963 pela King Records, alcançando o número 24 da parada R&B. O Lado-B do single, uma versão instrumental de "Every Beat of My Heart", também entrou nas paradas, alcançando o número 99 da  Billboard Hot 100. Brown e os Flames apresentaram "Like a Baby" no álbum ao vivo de 1964 Pure Dynamite! Live at the Royal.
Wanda Jackson regravou "Like a Baby" para seu álbum de 2011 The Party Ain't Over.